# Hugon Almstaedt
Hugon Karol Almstaedt ps „Puchacz” (ur. 6 maja 1893 w Sosnowcu, zm. 15 kwietnia 1958 we Wrocławiu) – żołnierz Legionów Polskich, kapitan piechoty rezerwy Wojska Polskiego II Rzeczypospolitej, Prezes Zarządu Okręgu Sosnowiec Związku Legionistów Polskich w 1936 roku.

## Życiorys
Urodził się w Sosnowcu w rodzinie Wilhelma i Agnieszki z Ciężkich. Ukończył Szkołę Realną w Sosnowcu. W 1910 podjął pracę w administracji państwowej. Od 1912 należał do Związku Strzeleckiego, a w 1914 wstąpił do 1 kompanii kadrowej. W Legionach Polskich walczył w szeregach 1 pułku piechoty. W tym czasie awansował na stopień sierżanta. W 1917 internowany w Szczypiornie, a od jesieni 1918 członek Polskiej Organizacji Wojskowej w Sosnowcu. W styczniu 1919 objął stanowisko dowódcy kompanii milicji ludowej w Zagłębiu Dąbrowskim. W 1930 mianowany na stopień podporucznika. W 1936 sprawował funkcję zastępcy komisarza miasta Sosnowca, następnie pełnił funkcję prezydenta miasta. Jego staraniem powstał stadion miejskiego komitetu WF i PW. Był prezesem Zarządu Okręgu Sosnowiec Związku Legionistów Polskich i Koła Miejscowego BBWR w Sosnowcu. Był wśród założycieli Obozu Zjednoczenia Narodowego. Jego podpis figuruje pod „aktem erekcyjnym” OZN. Był jednym z założycieli „Towarzystwa Domu Społecznego Pracy dla Państwa w Sosnowcu”. W kampanii wrześniowej walczył w składzie 73 pułku piechoty. Po 1945 przeprowadził się do Wrocławia, gdzie pracował jako urzędnik.
Zmarł 15 kwietnia 1958 we Wrocławiu.
Żonaty z Anną Swobodą, miał córkę Zofię. 

## Odznaczenia
- Krzyż Srebrny Orderu Virtuti Militari nr 7263[a][14],
- Krzyż Niepodległości (1931),
- Krzyż Walecznych
- Medal Pamiątkowy za Wojnę 1918–1921[15]